# 短髭樹鬚魚
短髭樹鬚魚為輻鰭魚綱鮟鱇目棘茄魚亞目鬚角鮟鱇科的其中一種，發現於北大西洋區，從百慕達群島至亞速群島海域，屬深海魚類，棲息深度可達1647公尺，屬肉食性，雄魚寄生在雌魚身上。

## 擴展閱讀
維基物種上的相關：短髭樹鬚魚